# Fulton (Dakota del Sur)
Fulton es un pueblo ubicado en el condado de Hanson en el estado estadounidense de Dakota del Sur. En el Censo de 2010 tenía una población de 91 habitantes y una densidad poblacional de 41,14 personas por km².

## Geografía
Fulton se encuentra ubicado en las coordenadas 43°43′44″N 97°49′22″O / 43.72889, -97.82278. Según la Oficina del Censo de los Estados Unidos, Fulton tiene una superficie total de 2.21 km², de la cual 2.21 km² corresponden a tierra firme y (0%) 0 km² es agua.

## Demografía
Según el censo de 2010, había 91 personas residiendo en Fulton. La densidad de población era de 41,14 hab./km². De los 91 habitantes, Fulton estaba compuesto por el 100% blancos, el 0% eran afroamericanos, el 0% eran amerindios, el 0% eran asiáticos, el 0% eran isleños del Pacífico, el 0% eran de otras razas y el 0% pertenecían a dos o más razas. Del total de la población el 0% eran hispanos o latinos de cualquier raza.